# Allianz Arena
Allianz Arena je největší fotbalový stadion v Mnichově. V Allianz aréně se nachází 75 754 míst na sezení a celkem se do Allianz arény vejde 78 965 lidí.
Stadion má kapacitu 75 754 diváků při ligových zápasech a 74 344 diváků při mezinárodních kláních. Na ploše 6 500 m² je návštěvníkům poskytnut kompletní fanouškovský servis – 106 lóží s 1 374 místy k sezení, 3 školky, 2 obchody pro fanoušky, mnoho restaurací, největší evropské parkoviště pro 10 500 aut na 4 patrech a parkoviště pro 350 autobusů.
Jižně od Arény je nová část parku o rozloze 136 × 543 m, kterou vedou cesty od stanice mnichovského metra Fröttmaning, tyto přístupy vedou dále přes parkoviště a na ochoz divácké terasy kolem stadionu ve výši 8 m nad zemí.
Kolem stavby stadionu se provalila korupční aféra, tehdejší prezident klubu TSV 1860 München byl spolu s dalšími zatčen, z funkce odstoupil, a bylo zahájeno trestní řízení (v květnu 2005 byl odsouzen na 4,5 roku, ale právníci prohlásili, že se hodlají odvolat ke Spolkovému nejvyšším soudu).
Stavba Arény stála 340 milionů € (na půl investovaných spolkem každého z klubů), a ke stadionu příslušející veřejná infrastruktura 210 milionů € (placená daňovými poplatníky). Finanční koncern Allianz AG si zajistil na 30 let právo na jméno za poskytnutí finančního sponzoringu.
V referendu z 21. října 2001 rozhodli voliči 2/3 většinou o veřejných investicích a o tom, že má být rozšířeno území Olympijského parku a má být postaven nový stadion.
Švýcarští architekti Herzog & de Meuron vypracovali koncept stadionu s průhlednou samočisticí fasádou z „polštářů“ z fólie ETFE, osvětlených zevnitř v různých barvách – červená pro Bayern Mnichov, modrá pro TSV 1860 München a neutrální bílá. Stavba areálu trvala od podzimu 2002 do konce dubna 2005.
Kvůli stadionu byly také rozšířeny stanice metra Fröttmaning a Marienplatz linky U6. Dálnice A9 byla v okolí rozšířena na 6 až 8 jízdních pruhů a z dálnice A99 vede poloviční nájezd.
Stadion hostil některé zápasy ME ve fotbale 2024. 

## Galerie

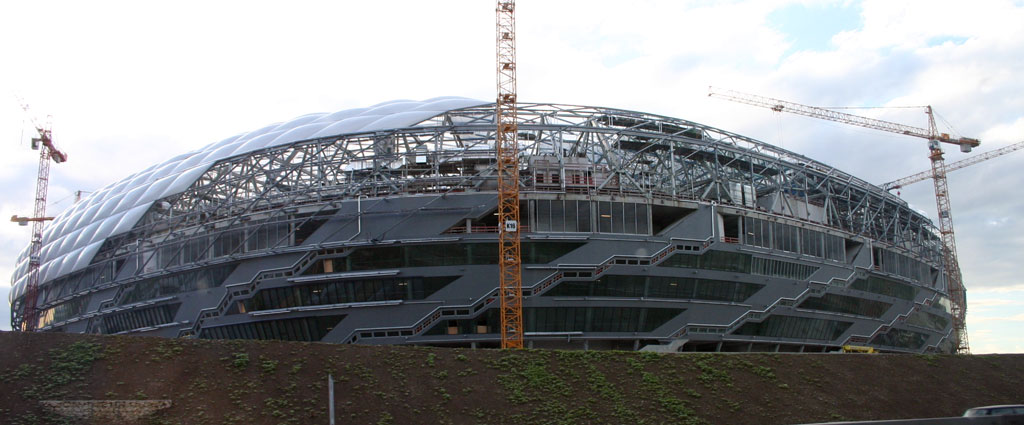
Allianz Arena ve stavbě (srpen 2004)
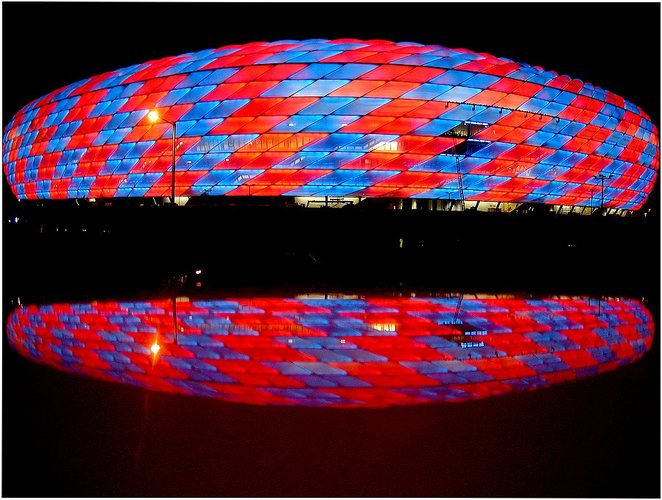
osvětlení Allianz Areny
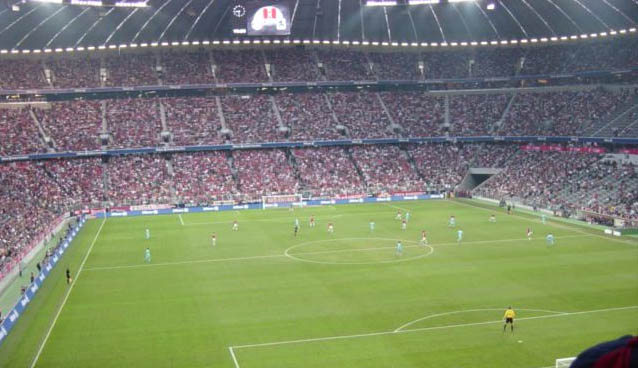
hlavní prostor Allianz Areny
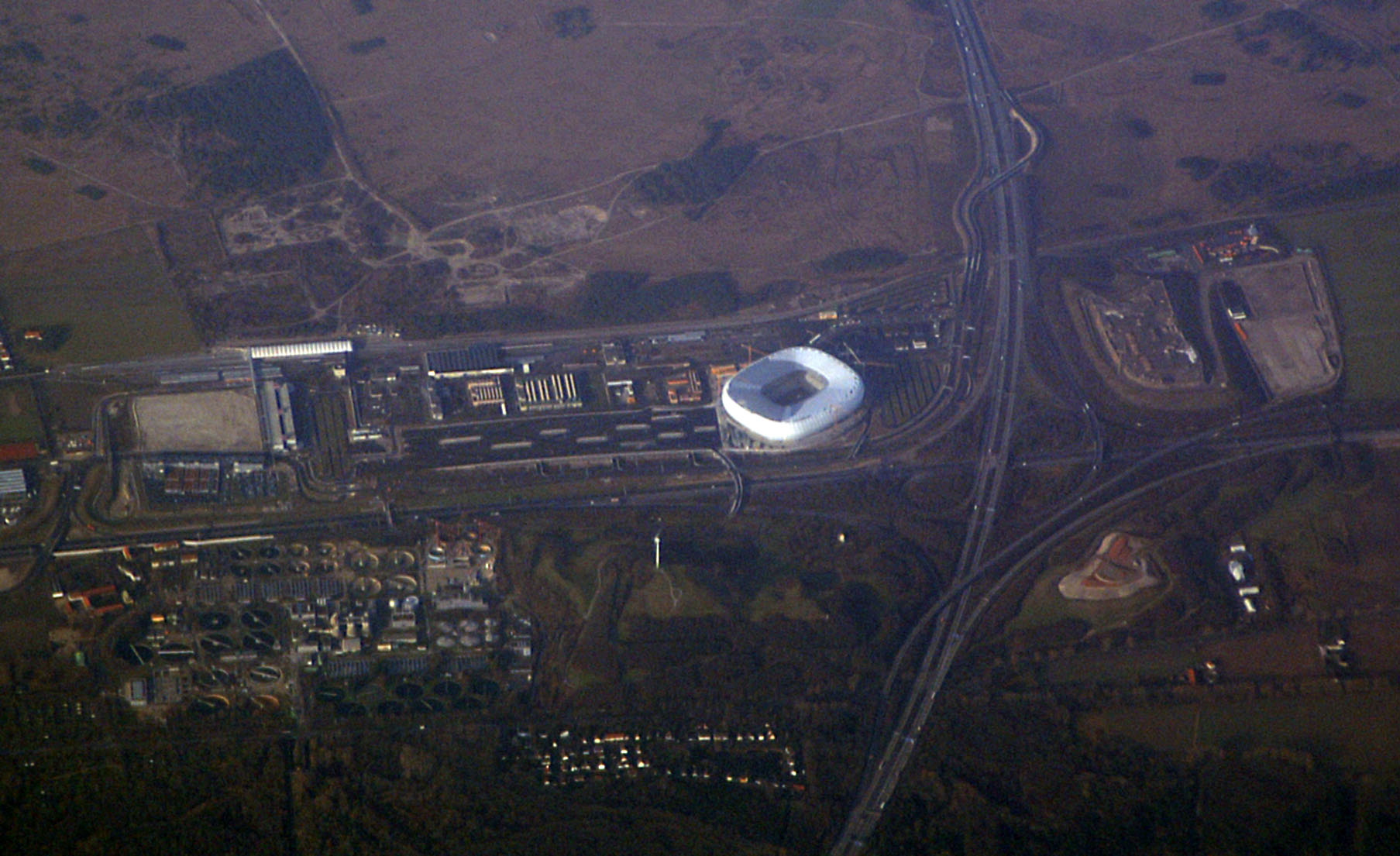
Letecký snímek Allianz Areny
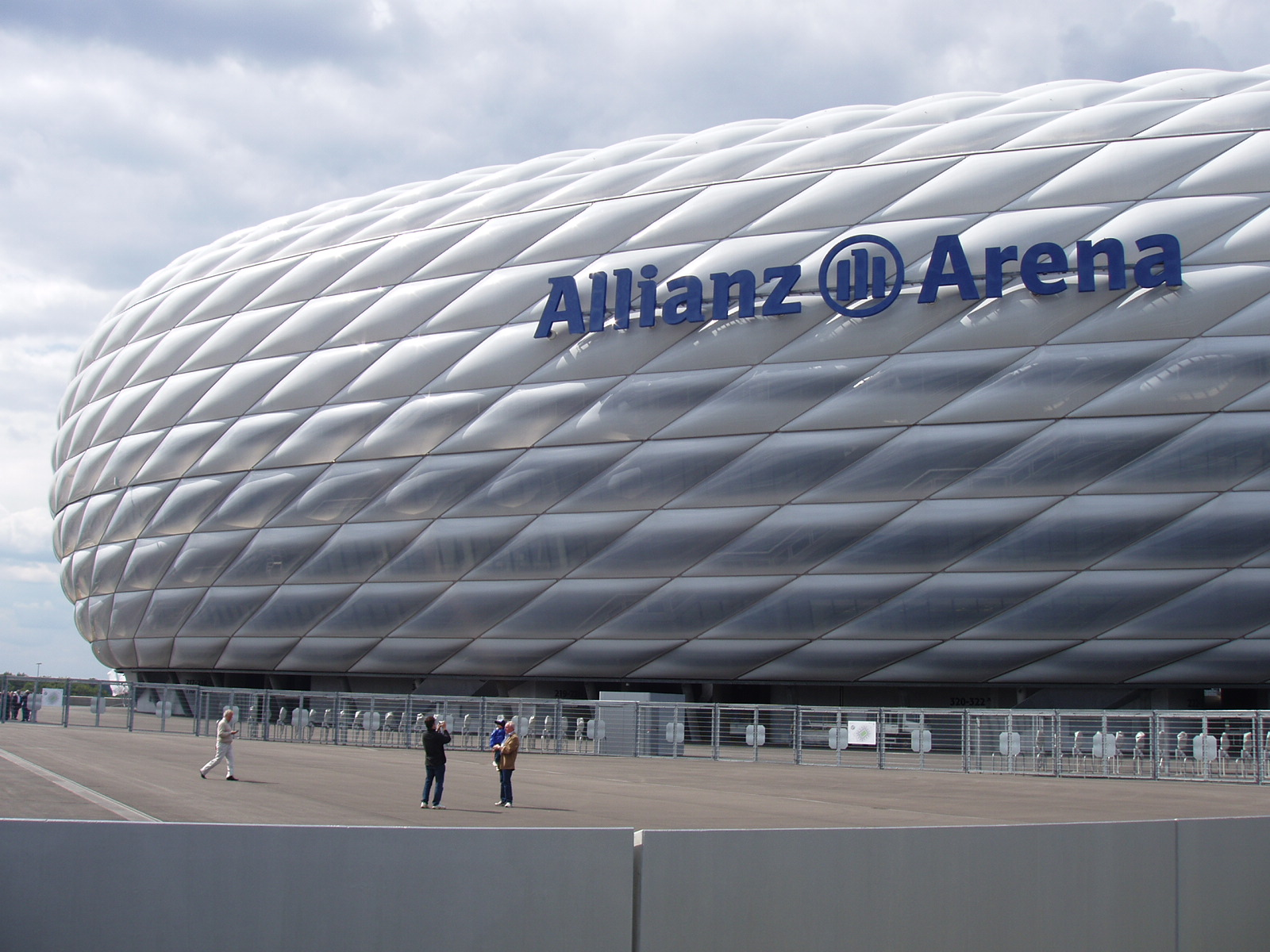
Detail Allianz Areny
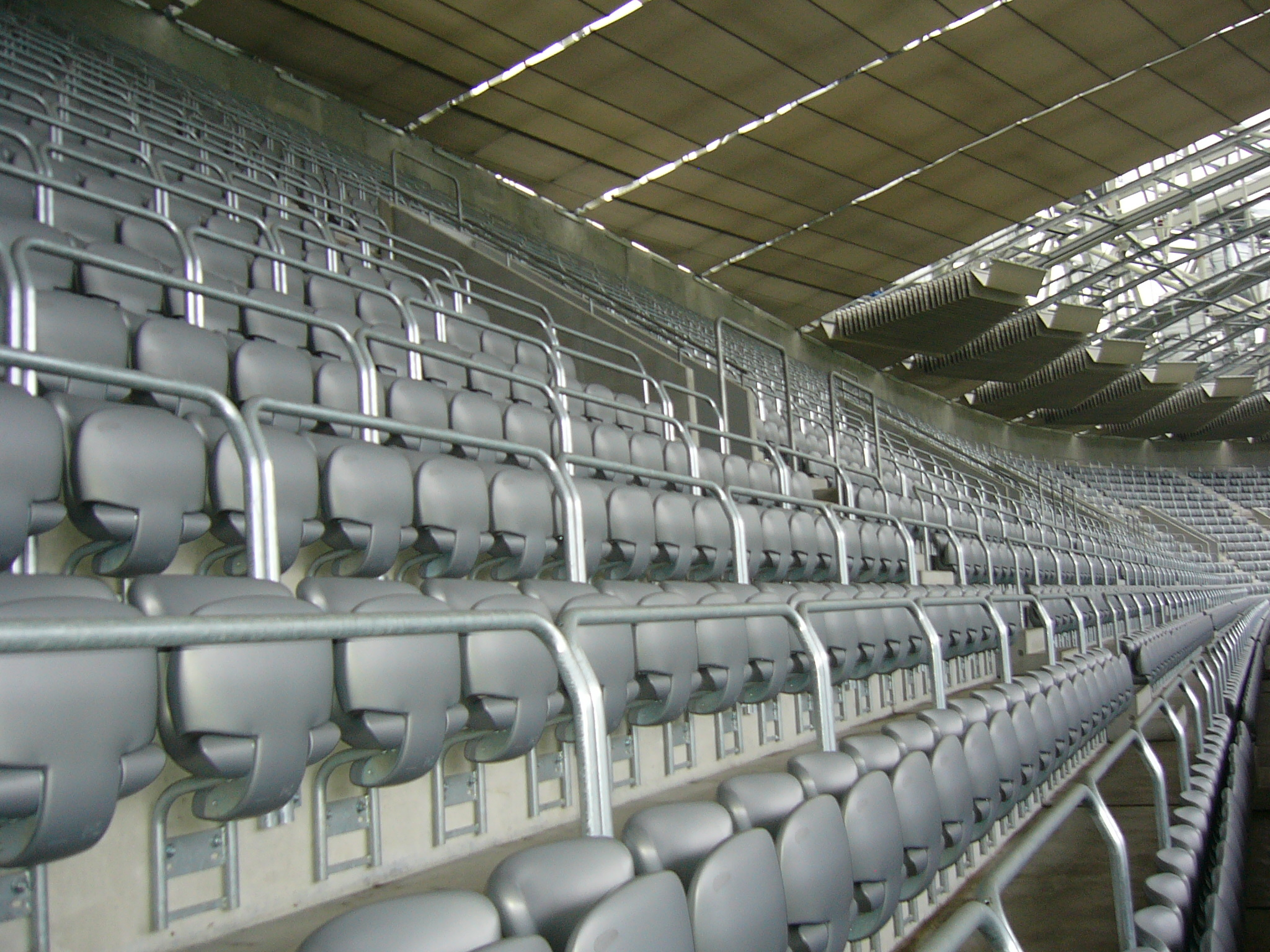
Hlediště Allianz Areny
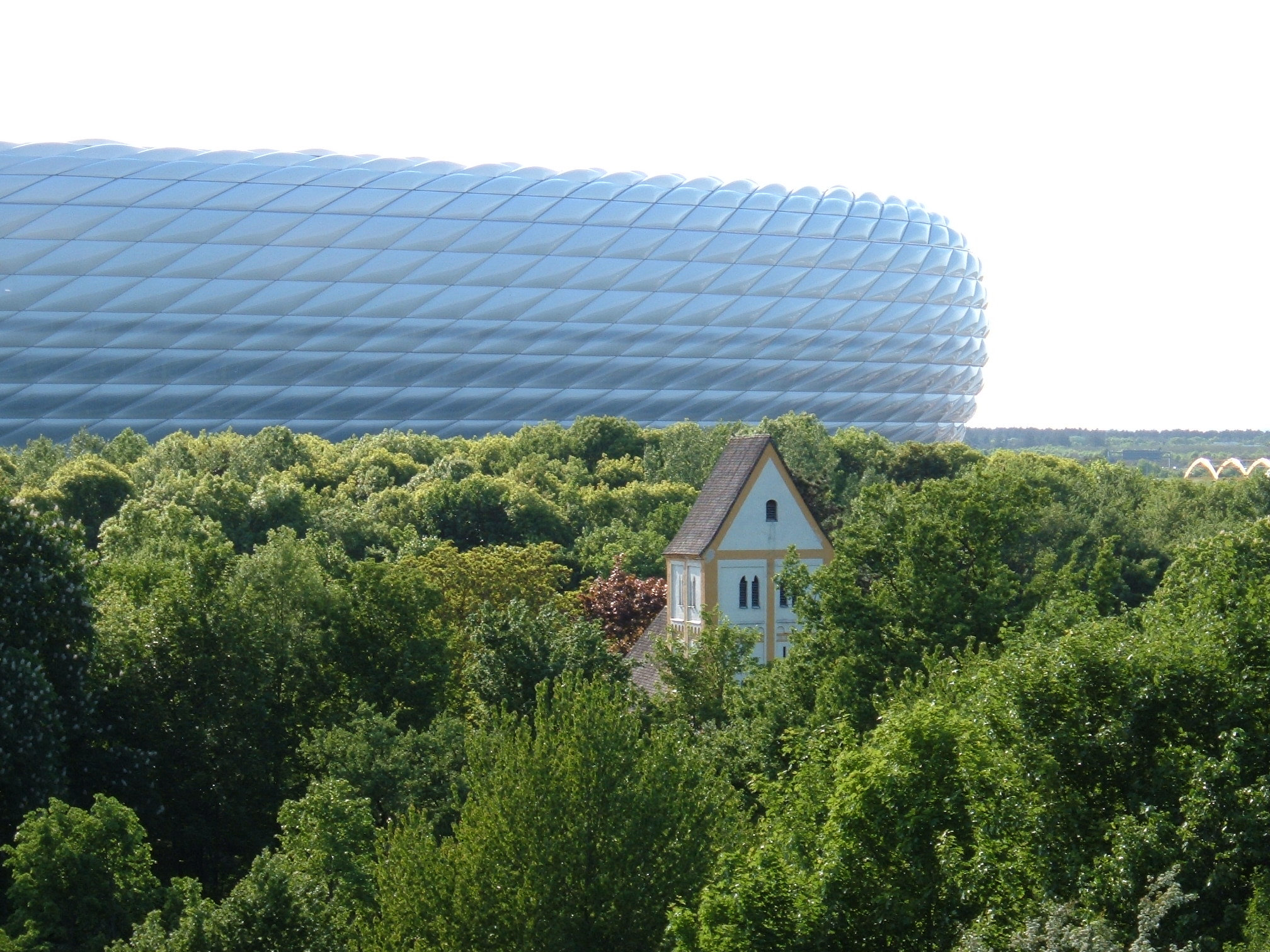
Allianz Arena v krajině
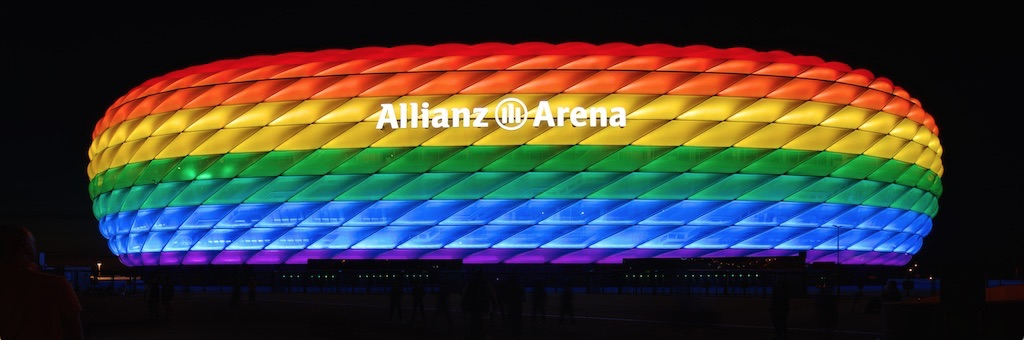
Nasvícení během Christopher Street Day